# Kanuti River
Der Kanuti River ist ein etwa 366 Kilometer langer linker Nebenfluss des Koyukuk River im Interior des US-Bundesstaats Alaska.

## Flusslauf
Der Kanuti River entspringt in den Kokrine-Hodzana Highlands auf einer Höhe von etwa 975 m. Er durchfließt anfangs in überwiegend westlicher Richtung ein breites Hochtal. Dabei bildet er zahlreiche enge Flussschlingen und wird von überwiegend verlandeten Altarmen flankiert. Nach 55 Kilometern kreuzen der Dalton Highway (⊙) und die Trans-Alaska-Pipeline den Flusslauf. Auf den folgenden etwa 64 Kilometern durchschneidet der Kanuti River das Bergland in überwiegend südwestlicher Richtung. Er weist auf diesem Abschnitt nur an wenigen Stellen Flussschlingen auf. Nun wendet sich der Kanuti River nach Westen. Er passiert anfangs ein kleineres Feuchtgebiet, in dem er wieder zahlreiche Flussschlingen und Altarme aufweist. Nach weiteren 12 Kilometern erreicht der Kanuti River ein großes Feuchtgebiet. Dieses durchquert
er in westlicher Richtung mit zahlreichen engen Flussschlingen. Gesäumt wird der Fluss von zahlreichen Altarmen und kleineren Seen. Bei Flusskilometer 135 trifft der Kanuti Kilolitna River von Süden kommend auf den Kanuti River. Der Kanuti River durchquert nun als größerer Fluss ein weiteres Feuchtgebiet, anfangs nach Nordwesten, später nach Westen. Er bildet nun größere Flussschlingen aus. Bei Flusskilometer 82 trifft der Kanuti Chalatna Creek von Norden kommend auf den Kanuti River. Zwischen den Flusskilometern 56 und 27 durchschneidet der Kanuti River einen niedrigen Höhenzug in westlicher Richtung. Dabei verläuft er in einer Schlucht, dem „Kanuti Canyon“. Bei Flusskilometer 27 biegt der Fluss scharf nach Norden ab. Bei Flusskilometer 17 trifft der Mentanontli River von links auf den Kanuti River. Der Kanuti River mündet schließlich auf einer Höhe von 123 m auf den in Richtung Westsüdwest strömenden Koyukuk River. Die Mündung befindet sich 20 km südwestlich von Allakaket.

## Naturschutz
Der Flusslauf sowie das Einzugsgebiet liegen zum Teil im Kanuti National Wildlife Refuge.

## Einzugsgebiet
Der Kanuti River entwässert ein etwa 8610 km² großes Gebiet zwischen der Südflanke der Brookskette im Norden und dem Yukon River im Süden. Das Einzugsgebiet des Kanuti River grenzt im Norden an das des oberstrom gelegenen Koyukuk River sowie den Einzugsgebieten von South Fork Koyukuk River und Fish Creek. Weiter östlich liegen die Einzugsgebiete der Yukon-Zuflüsse Hodzana River, Dall River und Ray River. Im Süden trennen die Ray Mountains das Einzugsgebiet des Kanuti River von dem des Tozitna River. Im Südwesten liegt das Einzugsgebiet des Melozitna River.

## Name
Der Ursprung des Namens geht auf die Bezeichnung der Koyukon für den Fluss zurück, die vermutlich „Old Man’s River“ (‚Fluss des alten Mannes‘) bedeutete. Der Name wurde erstmals 1885 dokumentiert und zunächst „Konootena“ geschrieben. Zwischen 1898 und 1913 verwendeten Goldsucher auch den Namen „Old Man River“.

## Flussfauna
Im Kanuti River kommen die Arktische Äsche, die Quappe, Hecht und Coregoninae (whitefish) vor.